# Natsu no arashi
Natsu no Arashi! (夏のあらし!?  lit. Tormenta de Verano!) es un manga escrito e ilustrado por Jin Kobayashi, mangaka conocido por su anterior trabajo: School Rumble. El manga se empezó a publicar en la revista de Square Enix Gangan Wing shōnen manga el 25 de agosto de 2006. El anime se empezó a emitir el 5 de abril de 2009.

## Argumento
Arashiyama Sayoko es una joven que, en realidad, es un fantasma que murió en la guerra. Arashi conoce a Yasaka Hajime y juntos viajan al pasado para salvar a las personas de los ataques provocados por la guerra. Hajime está enamorado de Arashi, ella, sin embargo, no se muestra interesada en los temas amorosos, ya que su existencia en el mundo de los vivos sólo es posible durante el verano. 
Ambos trabajan en la cafetería Hako Bune, junto con otras tres chicas que también son fantasmas: Kaya, Yayoi y Kanako, con la jefa, y con Jun, una chica que se hace pasar por chico y que es capaz de viajar al pasado con Kaya.

## Personajes
Sayoko Arashiyama (嵐山 小夜子 Arashiyama Sayoko?)
Seiyū: Ryōko Shiraishi
La protagonista, una chica que murió hace 60 años. Su propósito es salvar al mayor número de personas que murieron en la guerra volviendo al pasado. A pesar de haber vivido en una época muy distinta respecto a las costumbres se adapta muy bien al ambiente actual.
Hajime Yasaka (八坂 一 Yasaka Hajime?)
Seiyū: Yūko Sanpei
El protagonista, está enamorado de Arashi, y es capaz de conectarse con ella para viajar al pasado. Es un amante de la ciencia y siempre está muy activo.
Kaja Bergmann (カヤ バーグマン Kaya Bāguman?)
Seiyū: Kaori Nazuka
Otra fantasma, amiga de Arashi ya en el pasado. Procede de Alemania, se encontraba en Japón como estudiante de intercambio. De familia adinerada, tiene muy buenos modales y un gran respeto hacia las tradiciones de su época. Se puede conectar con Jun para viajar al pasado.
Jun Kamigamo (上賀茂 潤 Kamigamo Jun?)
Seiyū: Chiaki Omigawa
Una chica que se hace pasar por chico para no perder su empleo en el café. Este hecho le da muchos problemas, ya que Hajime la considera su mejor amigo, y ella tiene que evitar a todo costa que descubra su secreto. Le gusta Hajime, pero intenta ocultar sus sentimientos hacia él.
Kanako Yamazaki (山崎 加奈子 Yamazaki Kanako?)
Seiyū: Yui Horie
También murió en la guerra. En cambio, no era amiga de Arashi, sino que la odiaba porque pertenecía a la clase rica, y ella estudiaba mientras Kanako tenía que trabajar por ser pobre. En la actualidad, Kanako intentó matar a Arashi para mantener su existencia en la Tierra. Vive con Yayoi, su mejor amiga.
Yayoi Fushimi (伏見 やよゐ Fushimi Yayoi?)
Seiyū: Ai Nonaka
En el pasado, era una gran admiradora de Arashi, pero también la mejor amiga de Kanako, tras salvarle la vida de un ataque aéreo. Hajime le ayuda a curarse de su parálisis en las piernas, por lo que acaba teniendo una buena relación con él y con Arashi.
Sayaka (さやか Sayaka?)
Seiyū: Hitomi Nabatame
Le llaman así porque es la dueña del café en donde trabajan todos. Es una mujer tacaña y siempre alerta para ligar con chicos jóvenes, a pesar de ser algo mayor.
Hideo Murata (村田 英雄 Murata Hideo?)
Seiyū: Hiroki Yasumoto
Un agente espía que trabaja (la mayor parte del tiempo) para Kanako y Yayoi. Su padre y su abuelo fueron salvados en la guerra por Arashi.
Takeshi Yamashiro (山代 武士 Yamashiro Takeshi?)
Seiyū: Tomokazu Sugita
Un chico al que Arashi salvó cuando era niño. Actualmente, la conoce, pero no sabe que ella lo rescató. Está enamorado de ella y tienen muy buena relación. Su perra, Josephine, se puede conectar con Yayoi para viajar al pasado.

## Curiosidades
- En el capítulo 2 de la segunda temporada mientras que Hajime perseguía a Jun, salen los personajes de School Rumble; y también en otros episodios.
- Al comienzo de uno de los capítulos se ve afuera el Toyota Sprinter Trueno AE86 de la serie Initial D.
- Cuando Jun trabaja como hombre y es mujer también se da en la serie Coffe Princess con la protagonista Euchan.
- En uno de los capítulos aparecen Yonakuini-san, la líder del dormitorio (Dios) y el padre Kanae de Maria Hollic.

- Datos: Q738819